# Party Animals (Band)
Die Party Animals sind eine niederländische Dance-/Happy-Hardcore-Gruppe. Durch die Single Have you ever been Mellow erlangte die Gruppe große Bekanntheit.

## Leben und Wirken
Die Band wurde 1995 vom Produzenten-Duo Flamman & Abraxas alias Jeroen Flamman und Jeff Porter gegründet und existiert mit Unterbrechungen bis heute. Die Gruppe bestand aus verschiedenen DJs und MCs. Ihre ersten drei Singles und ihr erstes Album, veröffentlicht zwischen 1995 und 1996, erreichten alle Gold-Status in den Niederlanden. Die Single Aquarius erreichte davon sogar Platin-Status. Ihr bekanntester eigener Hit war Have You Ever Been Mellow (1995).
Bekannt in Deutschland sind sie vor allem durch ihren Nummer 1 Remix von Technoheads I Wanna Be a Hippy 1995, worauf sie eine Deutschlandtournee machten. Daneben veröffentlichten die Party Animals weitere drei Alben, das letzte im Jahr 2004. Ihr Label ist Mokum Records aus Amsterdam. Zuletzt hörte man von ihnen ein Cover von How Do You Do, welches zusätzlich in einem verbesserten Remix erschien, vielen jedoch eher durch die spätere, vermutlich abgeschaute Version von Scooter bekannt sein dürfte (The Question Is What Is the Question?).

## Diskografie

### Alben
| Jahr | Titel                               | Höchstplatzierung, Gesamtwochen, AuszeichnungChartsChartplatzierungen (Jahr, Titel, Platzierungen, Wochen, Auszeichnungen, Anmerkungen) | Anmerkungen |
| Jahr | Titel                               | NL | Anmerkungen |
| ---- | ----------------------------------- | --- | ----------- |
| 1996 | Good Vibrations                     | NL4 Gold · (15 Wo.)NL |             |
| 1997 | Party@worldaccess.nl                | NL4 (7 Wo.)NL |             |
| 2004 | Gang of 4                           | NL50 (6 Wo.)NL |             |
| 2014 | Greatest Hits & Underground Anthems | NL98 (1 Wo.)NL |             |

Weitere Alben
- 1998: Hosanna Superstar

### Singles
| Jahr | Titel Album                                | Höchstplatzierung, Gesamtwochen, AuszeichnungChartplatzierungen (Jahr, Titel, Album, Platzierungen, Wochen, Auszeichnungen, Anmerkungen) | Höchstplatzierung, Gesamtwochen, AuszeichnungChartplatzierungen (Jahr, Titel, Album, Platzierungen, Wochen, Auszeichnungen, Anmerkungen) | Anmerkungen     |
| Jahr | Titel Album                                | UK | NL | Anmerkungen     |
| ---- | ------------------------------------------ | --- | --- | --------------- |
| 1996 | Have You Ever Been Mellow? Good Vibrations | UK43 (4 Wo.)UK | NL1 Gold · (11 Wo.)NL |                 |
| 1996 | Hava Naquila Good Vibrations               | — | NL1 Gold · (12 Wo.)NL |                 |
| 1996 | Aquarius Good Vibrations                   | — | NL1 Platin · (11 Wo.)NL |                 |
| 1997 | We Like to Party Party@worldaccess.nl      | — | NL6 (9 Wo.)NL |                 |
| 1997 | Atomic Party@worldaccess.nl                | UK87 (1 Wo.)UK | NL8 (12 Wo.)NL |                 |
| 1997 | My Way Party@worldaccess.nl                | — | NL19 (4 Wo.)NL |                 |
| 1998 | Whatever! Hosanna Superstar                | — | NL35 (3 Wo.)NL | feat. SugarBaby |
| 1998 | Hawaii 5-0 Hosanna Superstar               | — | NL24 (4 Wo.)NL |                 |